# Георге Шалару
Георге Шалару (молд. Gheorghe Șalaru; Градиште, 11. новембар 1961) је молдавски политичар. Вршио је функцију министра животне средине у првој и другој Влади Влада Филата.

## Биографија
Члан је Либералне странке.